# 王欽 (嘉靖進士)
王欽（1495年—？），字公寅，福州中衛官籍，福建福州府侯官縣人，明朝政治人物。

## 生平
嘉靖元年（1522年）壬午科福建鄉試第八十名舉人，二年（1523年）中式癸未科會試第二百七十六名，三甲第五十四名進士。授黃巖縣知縣，十年調任宣城县，十一年升兵部主事。

## 家族
曾祖王智，贈都察院右副都御史；祖父王佐，封監察御史，贈都察院右副都御史；父王鼐。母李氏。嚴侍下。兄王鍾、王鏜，弟王釴、王鍵、王鑰、王鎮。